# Hermann Georg Knapp

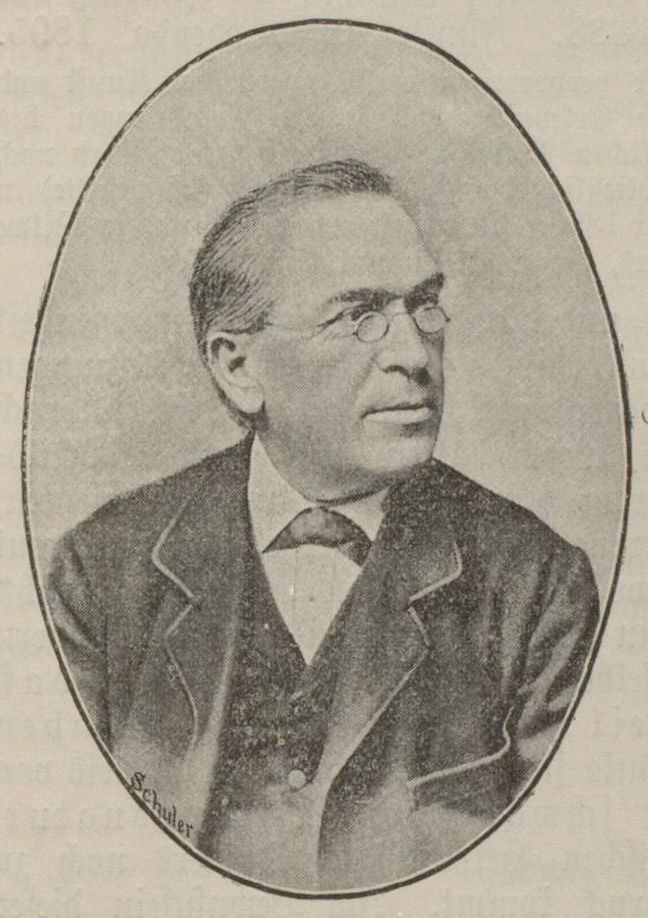
Hermann Georg Knapp

Hermann Georg Knapp (* 13. April 1828 in Schwendi, Oberamt Laupheim, Württemberg; † 1890) war ein deutscher Mundartdichter, Journalist und Privatgelehrter. 

## Leben
Knapp war der Sohn eines katholischen Lehrers und wuchs in einer musikalischen Familie auf. Er war von seinen Eltern für den geistlichen Stand bestimmt und besuchte zunächst das Gymnasium in Biberach an der Riß, bevor er am Kolleg St. Josef in Ehingen, am Wilhelmsstift in Tübingen und zuletzt an der Universität Freiburg Theologie studierte, ohne jedoch in den geistlichen Stand einzutreten. Mehr als die Theologie zogen ihn klassische Philologie, neuere Sprachen (besonders Italienisch), mittelhochdeutsche Dichtung und die Kunstgeschichte an. 
Nach seinem Studium reiste Knapp 1854–1855 durch Deutschland, Frankreich, die Schweiz und Italien. In Rom verkehrte er mit den dort ansässigen deutschen Künstlern (den so genannten Deutschrömern), darunter Peter von Cornelius, Franz von Rohden, Wilhelm Achtermann. Diese Begegnungen bestimmten seinen Entschluss, sich der Schriftstellerei zuzuwenden. In diesem Vorhaben bestärkte ihn die Freundschaft mit dem niederländischen Schriftsteller und Komponisten Nicolaas Adrian Janssen, den er am Comer See kennengelernt hatte. 
Nach seiner Rückkehr aus Italien lebte er in verschiedenen Orten, in Dörfern, Landstädtchen und größeren Städten, wo er sich durch die Begegnung mit Bauern, Bürgern und Handwerkern zu Gedichten in schwäbischer Mundart inspirieren ließ. Seine Wohnsitze waren Ursendorf, Riedlingen, Laupheim, Emerkingen, Munderkingen, Ulm und Biberach. In Ulm redigierte er 1862 das „Ulmer Tagblatt“ und das „Schwäbische Wochenblatt“, in Biberach 1863 den „Rißboten“. 
1862 heiratete er die Laupheimerin Viktoria Magg, eine echte Oberschwäbin, die auf alle seine Dialektdichtungen großen Einfluss hatte.
1864 siedelte er nach Stuttgart über, wo er fortan als Privatgelehrter für Sprachen und Musik tätig war.

## Werke
- Luitbertus, oder: Das Bäuerlein von Fulgenstadt. Eine oberschwäbische Legende in sechs Liedern, Sigmaringen 1859
- Poetische Versuche eines Prosaikers. Gedichte in hochdeutscher und schwäbischer Mundart, 2 Bände, Biberach 1863/1865 (der 3. Band von 1865 ist im Wesentlichen eine Neuauflage des 1. Bands von 1863)
- Hellauf und Glattaweg! Gedichte in schwäbischer Mundart, Biberach 1873, 2. vermehrte Auflage Reutlingen 1879

### Übersetzung
- Nicolaas Adrian Janssen: Historisch-kritische Betrachtungen über weltliche und kirchliche Musik. Ravensburg 1857